# 松平信書
松平 信書（まつだいら のぶふみ）は、江戸時代後期の大名。駿河国小島藩の第10代藩主。滝脇松平家17代。官位は従五位下・丹後守。

## 略歴
第7代藩主・松平信友の3男（次男とも）として誕生。
父の隠居後に生まれる。文久3年（1863年）、先代藩主の信進の死去により、その養嗣子となって跡を継いだ。元治元年（1864年）6月27日、19歳で死去し、跡を養嗣子の信敏が継いだ。墓所は東京都台東区下谷の英信寺。

## 系譜
父母
- 松平信友（実父）
- 松平信進（養父）

養子、養女
- 滝脇信敏 ー 内藤頼寧の九男
- 松平幸 ー 滝脇信敏正室、松平信進の娘